# Oost-Fries paard

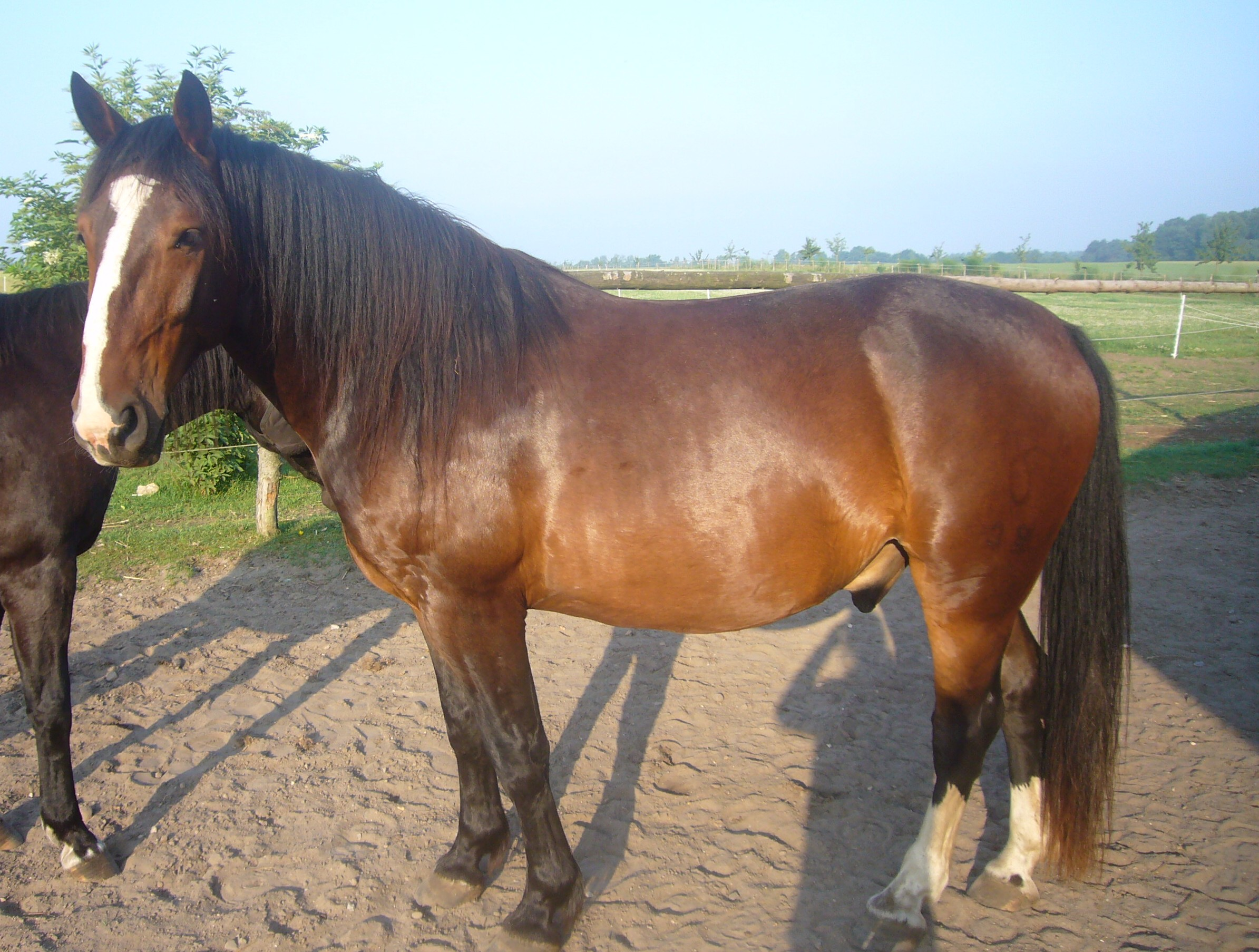
Alt-oldenburger

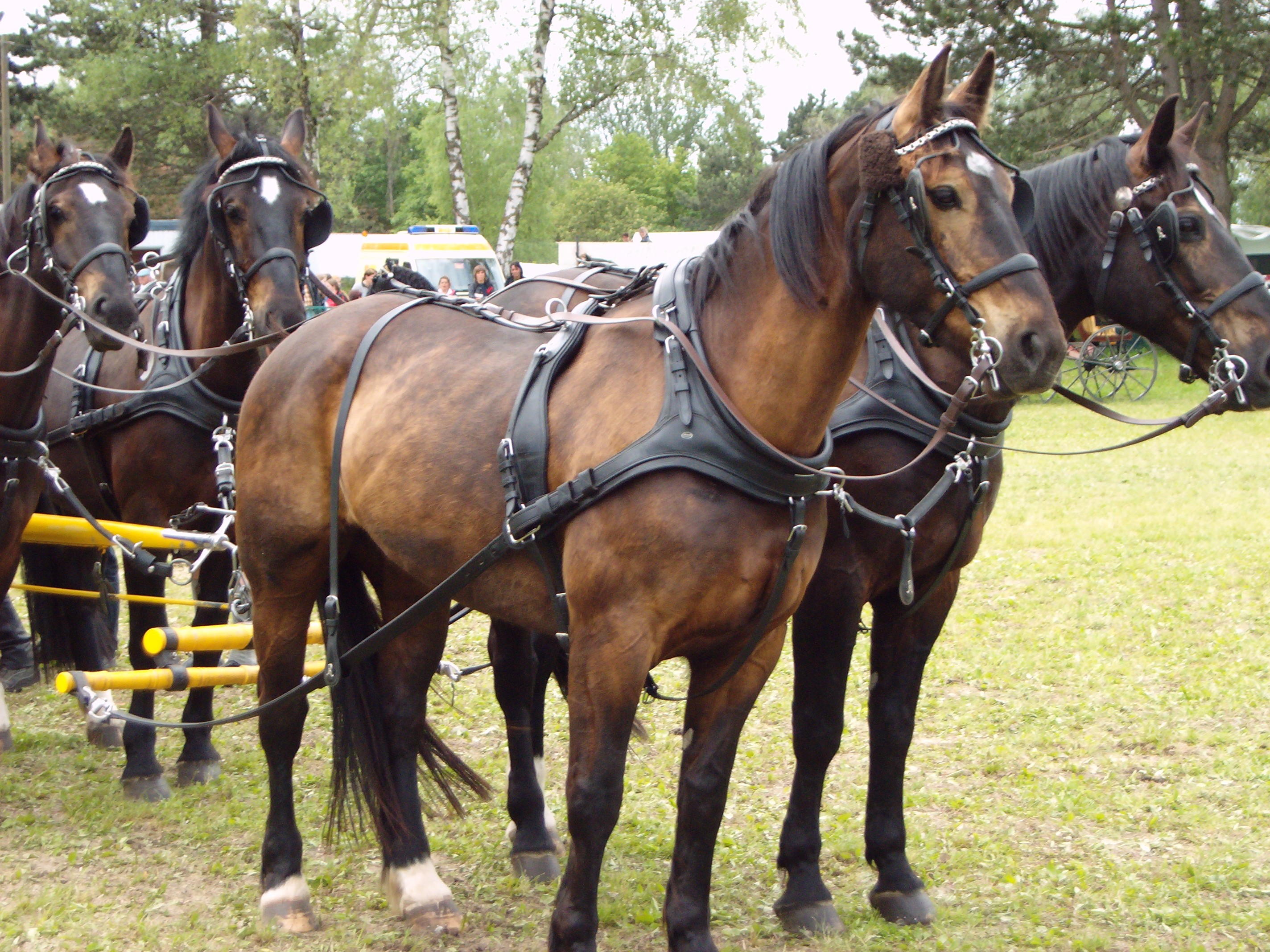
Alt-oldenburgers in gebruik als tuigpaarden in de mensport

Het Oost-Friese paard (vaak 'Oost-Fries', Duits: Ostfriesisches Pferd, Ostfries) is een zeldzaam geworden paardenras dat van origine gefokt werd als een edel tuigpaard in de regio Oost-Friesland in het noorden van Duitsland.
Het ras behoort, net als de alt-oldenburger, tot de 'zware warmbloedrassen'. Beide rassen zijn zozeer met elkaar verwant, dat zij vaak in één adem genoemd worden. Het tegenwoordige stamboek is bijvoorbeeld een verenigd stamboek voor Oost-Friese paarden en de alt-oldenburger.

## Eigenschappen
De stokmaat van het Oost-Friese paard en de alt-oldenburger ligt tussen 152 en 162 centimeter. De voorkomende vachtkleuren zijn schimmel, vos, bruin en zwart. Witte aftekeningen aan hoofd en benen zijn toegestaan. Het paard wordt doorgaans omschreven als een krachtig paard met een goede gezondheid, energiek, levendig, en met een bijzonder gewillig en braaf karakter.

## Geschiedenis

### Ontstaansperiode, 18e eeuw
De noordelijke waddenkustgebieden van Duitsland waren door de eeuwen heen, tot nu toe, zeer geschikt voor de paardenfokkerij. In de 17e eeuw waren er nog geen echte stamboeken en beslisten de fokkers naar eigen voorkeur over de te gebruiken hengsten. Maar reeds in 1715 kwamen er in de meest noordelijk gelegen plaatsen fokvoorschriften, die in 1755 voor de hele regio gingen gelden. In de achttiende eeuw werd bloed van onder andere Cleveland bay, yorkshire en Normandische hengsten ingekruist om een zeer sterk werkpaard te verkrijgen.
Het begin van deze levendige en moedige paarden gaat terug op onder andere Poolse landbouwpaarden, die werden veredeld met andere buitenlandse paarden, zoals Iberische paarden, de napolitaner, de anglo-arabier, de Arabische volbloed (met name de hengst Gazal) en met het binnenlandse rijpaard de hannoveraan. Het ras werd in eerste lijn gefokt en ingezet in de paardentractie als een krachtig werkpaard, met een makkelijk hanteerbaar karakter, dat edel genoeg was om ook als tuigpaard voor de zondagse koets een goed figuur te slaan.

### 19e eeuw
Tussen 1880 en 1920 beleefde dit type gebruikspaard zijn hoogtijdagen. Het was de tijd van de omnibus en de paardentram. Er was grote vraag naar deze veelzijdige paarden, ook vanuit het buitenland en vanuit andere gebieden in Duitsland. Beide rassen hebben rond 1880, samen met enkele andere paardenrassen, bijgedragen aan de ontstaansgeschiedenis van het, tegenwoordig eveneens zeldzaam geworden, Groninger paard. Er bestond op de paardenmarkten een levendige handel in jonge paarden en er gingen hoge bedragen om in fokkerij en handel. Beide rassen hadden hun eigen stamboek maar de alt-oldenburger werd volop gekruist met het Oost-Friese paard.

### 20e eeuw
Ná 1920 nam het gebruik van deze paarden als leverancier van trekkracht voor het transport snel af en ging de fokkerij van dit paard meer in de richting van een zwaar werkpaard voor de landbouw, totdat de motorisering van de landbouwsector in het midden van de vorige eeuw hun trekkracht geheel overbodig maakte. De werkpaarden werden vaak van de ene op de andere dag overtollig en velen van hen belandden bij de paardenslager. De overgebleven paarden werden door de fokkers stelselmatig veredeld met Hannoveraans bloed met het doel een lichter rijpaardtype te creëren dat meer geschikt zou zijn voor de eisen van de snel opkomende 'landelijke ruitersport'. Zo is het erfgoed van deze oude rassen in de loop der tijd overgegaan in de huidige sportpaarden, de moderne Oldenburger en de Hannoveraan, terwijl de originele bloedlijnen vrijwel helemaal verdwenen. In 1975 verloor het Oost-Friese stamboek dan ook zijn zelfstandigheid en ging het als een regionale afdeling op in het Hannoveraanse stamboek.

### Recente geschiedenis
De beide rassen gingen in de jaren 1970 tot de met uitsterven bedreigde huisdierrassen behoren. In 1986 werd een vereniging opgericht om deze zware warmbloedrassen te behouden; Zuchtverband für das Ostfriesische und Alt-Oldenburger Pferd e.V. Deze vereniging werd in 1988 erkend en stelt zich ten doel het type van rond 1900 terug te fokken: een krachtig maar edel tuigpaard met een goede gezondheid en een uitstekend karakter. De vereniging zocht daarvoor geschikt fokmateriaal in overlevende restbestanden van deze rassen in de voormalige DDR en in Denemarken en Groningen. Ook werden voor dit doel (vanaf 1995) enkele tuigpaardhengsten vanuit het KWPN toegelaten. De paarden worden tegenwoordig weer ingezet als koetspaard voor de vrijetijdskoetsier en als prestatiepaard in de mensport. In Nederland wordt het behoud van het Oost-Friese paard en de alt-oldenburger gesteund door de vereniging 'International Heavy Warmblood'.